# Zannichelliaceae
Zannichelliaceae é uma família de plantas monocotiledóneas que compreende 20 espécies repartidos por seis géneros.
São plantas herbáceas aquáticas, de pequenas flores unissexuadas, os machos pedunculados e as fêmeas sésseis.
Esta planta é considerada com uma adventícia prejudicial em arrozais.
No sistema APG II esta família não existe: os géneros são incorporados na família Potamogetonaceae.